# Hasrajiyah
Hasrajiyah (tiếng tiếng Thổ Nhĩ Kỳ: Hasırciye,  tiếng Ả Rập: حصرجية, đã Latinh hoá: Hāsīrjīyyah, cũng đánh vần Hasrajieh) là một ngôi làng ở phía bắc Syria nằm ở phía tây Homs thuộc tỉnh Homs. Theo Cục Thống kê Trung ương Syria, Hasrajiyah có dân số 519 người trong cuộc điều tra dân số năm 2004. Cư dân của nó chủ yếu là người Hồi giáo Sunni.